# Ист Хејвен (Конектикат)
Ист Хејвен (енгл. East Haven) насељено је место без административног статуса у америчкој савезној држави Конектикат.

## Демографија
По попису из 2010. године број становника је 29.257, што је 1.068 (3,8%) становника више него 2000. године.
| Група             | 2000.          | 2010.          |
| Белци             | 25.754 (91,4%) | 24.154 (82,6%) |
| Афроамериканци    | 396 (1,4%)     | 841 (2,9%)     |
| Азијати           | 539 (1,9%)     | 966 (3,3%)     |
| Хиспаноамериканци | 1.228 (4,4%)   | 3.012 (10,3%)  |
| Укупно            | 28.189         | 29.257         |